# Мочи, Аттила
Аттила Мочи (венг. Mocsi Attila; род. 29 мая 2000, Sokolce, Нитранский край) — венгерский футболист, защитник клуба «Ризеспор» и сборной Венгрии.

## Клубная карьера
Мочи — воспитанник клубов «Дьёр» и «Фехервар». 2 июня 2018 года в матче «Диошдьёра» он дебютировал в чемпионате Венгрии в составе последних. В 2019 году Аттила на праваз аренды выступал за «Будаэрш» во Второй лиге Венгрии. В 2020 году Мочи перешёл в «Халадаш». 2 августа в матче против «Шиофока» он дебютировал за новую команду. 23 августа в поединке против «Вашаша» Аттила забил свой первый гол за «Халадаш».
В начале 2022 года Мочи подписал контракт с клубом «Залаэгерсег». 6 марта в матче против своего бывшего клубом «Фехервар» он дебютировал за новую команду.
Летом 2023 года Мочи перешёл в турецкий «Ризеспор». 26 августа в матче против «Трабзонспора» он дебютировал в турецкой Суперлиге. В этом же поединке Аттила забил свой первый гол за «Ризеспор». 

## Международная карьера
В 2017 году Мочи в составе юношеской сборной Венгрии принял участие в юношеском чемпионате Европы в Хорватии. На турнире он сыграл в матчах против команд Фарерских островов, Турции, Шотландии и Франции.
26 марта 2024 года в товарищеском матче против сборной Косово Мочи дебютировал за сборную Венгрии. 